# Tang Ruoxing
En una onomàstica xinesa Tang es el cognom i Ruoxing el prenom.

Tang Ruoxing (xinès simplificat: 唐若菁 ) (Xiangxiang 1918 - Hong Kong 1983) Actriu de teatre i cinema xinesa.

## Biografia
Tang Ruoxing va néixer el 1918 a Xiangxiang, província de Hunan (Xina). Filla de l'actor Tang Huaiqiu (唐槐秋) fundador de la companyia de teatre 中国).旅行剧团, que va crear a el 1933 a Shanghai.

#### Carrera teatral
El 1937 Tang va començar la seva carrera d'actriu als catorze anys a la companyia del seu pare, interpretant papers en obres d'autors xinesos com, "梅萝香" de Gu Zhongyi, o "日出" de Cao Yu, però també en obres occidentals, com "La Dama de les Camèlies" d'Alexandre Dumas, o "La Tempesta " de Shakespeare.
El 1937 en plena segona guerra sino-japonesa va anar a Wuhan amb la companyia i va participar en activitats teatrals antijaponeses. Va tornar a Shanghai durant l'hivern de 1939 i el seu retorn va ser rebut amb grans titulars a la premsa. Durant aquesta època va actuar en obres on interpretava sobretot papers de dones rebels contraries a l'ocupació japonesa, com l'heroica cortesana de la dinastia Ming, Ge Nenniang (葛嫩娘), Hong Xuanjiao (洪宣嬌), germana jove del fundador del regne Taiping i comandant d'un regiment de dones o Li Xiangjun (李香君), una altra cortesana noble, heroïna del musical (opera kunqu) "The Peach Blossom Fan" (桃花扇). Tants papers d'aquest tipus li van valer el títol "d'emperadriu del teatre modern" (话剧皇后).
El 1943 de gira a Pequín, ella i el seu pare van ser empresonats per les autoritats de l'ocupació japonesa i van tenir que tornar a Shanghai per refer la Companyia.

#### Carrera cinematogràfica
El 1948 va anar a Hong Kong i va entrar els estudis Yonghua. El seu paper d'emperadriu Cixi en la pel·lícula "清宫史史" (Sorrows of the Forbiden City)on va coincidir amb l'actriu i cantant Zhou Xuan, va representar l'inici de la seva trajectòria cinematogràfica. La pel·lícula va ser considerada la millor obra del director Zhu Shilin, però va ser denunciada pels crítics i prohibida a la República Popular; per contra va tenir un gran èxit a la colònia britànica i va ser distribuïda la Japó i a Europa.
Després interpretarà principalment papers en pel·lícules comercials i sèries de televisió, però també dos dels seus altres interpretacions famoses en dues pel·lícules de Li Han-hsiang : novament el paper de l'emperadriu Cixi "The Kingdom and the Beauty" (江山美人) el 1959, i el de Lao Lao (姥姥) a "The Enchanting Shadow" (倩女幽魂).
A la dècada de 1960, va patir una malaltia greu i va viure més de deu anys aïllada. Va tornar el 1976 i va signar un contracte amb Li TV.
Va morir d'un atac de cor a l'Hospital Queen Elizabeth de Hong Kong el 19 de maig de 1983 a l'edat de 61 anys.